# Saison 2005 de l'équipe cycliste Liquigas-Bianchi
L'équipe cycliste Liquigas-Bianchi participait en 2005, pour sa première année, au ProTour nouvellement créé.

## Effectif
| Cycliste            | Date de naissance | Nationalité | Équipe 2004                  |
| ------------------- | ----------------- | ----------- | ---------------------------- |
| Michael Albasini    | 20.12.1980        | Suisse      | Phonak                       |
| Dario Andriotto     | 25.10.1972        | Italie      | Vini Caldirola               |
| Magnus Bäckstedt    | 30.01.1975        | Suède       | Alessio-Bianchi              |
| Patrick Calcagni    | 05.07.1977        | Suisse      | Vini Caldirola               |
| Kjell Carlström     | 18.10.1976        | Finlande    | Amore & Vita                 |
| Dario Cioni         | 02.12.1974        | Italie      | Fassa Bortolo                |
| Mario Cipollini     | 22.03.1967        | Italie      | Domina Vacanze               |
| Daniele Colli       | 19.04.1982        | Italie      | Zalf Désirée Fior            |
| Danilo Di Luca      | 02.01.1976        | Italie      | Saeco                        |
| Stefano Garzelli    | 16.07.1973        | Italie      | Vini Caldirola               |
| Enrico Gasparotto   | 22.03.1982        | Italie      | Bici Team San Dona (néo-pro) |
| Mauro Gerosa        | 09.10.1974        | Italie      | Vini Caldirola               |
| Marcus Ljungqvist   | 26.10.1974        | Suède       | Alessio-Bianchi              |
| Nicola Loda         | 27.07.1971        | Italie      | Tenax                        |
| Oscar Mason         | 25.05.1975        | Italie      | Vini Caldirola               |
| Vladimir Miholjević | 18.01.1974        | Croatie     | Alessio-Bianchi              |
| Marco Milesi        | 30.01.1970        | Italie      | Vini Caldirola               |
| Devis Miorin        | 24.03.1976        | Italie      | De Nardi                     |
| Matej Mugerli       | 17.06.1981        | Slovénie    | Ima Moro Brugnetto (néo-pro) |
| Andrea Noè          | 15.01.1969        | Italie      | Alessio-Bianchi              |
| Luciano Pagliarini  | 18.04.1978        | Brésil      | Lampre                       |
| Franco Pellizotti   | 15.01.1978        | Italie      | Alessio-Bianchi              |
| Marco Righetto      | 25.11.1980        | Italie      | UC Trevigiani Dynamon        |
| Gianluca Sironi     | 28.06.1974        | Italie      | Vini Caldirola               |
| Charles Wegelius    | 26.04.1978        | Royaume-Uni | De Nardi                     |
| Marco Zanotti       | 21.01.1974        | Italie      | Vini Caldirola               |

## Victoires
| Date       | Course                                                           | Pays     | Classe | Vainqueur         |
| ---------- | ---------------------------------------------------------------- | -------- | ------ | ----------------- |
| 03/02/2005 | 4e étape du Tour du Qatar                                        | Qatar    | 2.1    | Enrico Gasparotto |
| 07/03/2005 | Tour de la province de Lucques                                   | Italie   | 1.1    | Mario Cipollini   |
| 23/03/2005 | 2e étape de la Semaine internationale Coppi et Bartali           | Italie   | 2.1    | Franco Pellizotti |
| 27/03/2005 | Classement général de la Semaine internationale Coppi et Bartali | Italie   | 2.1    | Franco Pellizotti |
| 04/04/2005 | 1re étape du Tour du Pays basque                                 | Espagne  | PT     | Danilo Di Luca    |
| 08/04/2005 | Classement général du Tour du Pays basque                        | Espagne  | PT     | Danilo Di Luca    |
| 17/04/2005 | Amstel Gold Race                                                 | Pays-Bas | PT     | Danilo Di Luca    |
| 20/04/2005 | Flèche wallonne                                                  | Belgique | PT     | Danilo Di Luca    |
| 04/05/2005 | 3e étape de l'Uniqa Classic                                      | Italie   | 2.1    | Kjell Carlström   |
| 10/05/2005 | 3e étape du Tour d'Italie                                        | Italie   | PT     | Danilo Di Luca    |
| 12/05/2005 | 5e étape du Tour d'Italie                                        | Italie   | PT     | Danilo Di Luca    |
| 17/05/2005 | 2e étape du Tour de Catalogne                                    | Espagne  | PT     | Enrico Gasparotto |
| 15/06/2005 | 5e étape du Tour de Suisse                                       | Suisse   | PT     | Michael Albasini  |
| 21/06/2005 | Championnat d'Italie sur route                                   | Italie   | CN     | Enrico Gasparotto |
| 16/08/2005 | Trois vallées varésines                                          | Italie   | 1.HC   | Stefano Garzelli  |
| 02/10/2005 | 4e étape du Circuit franco-belge                                 | Belgique | 2.1    | Marco Zanotti     |
| 02/10/2005 | Classement général du Circuit franco-belge                       | Belgique | 2.1    | Marco Zanotti     |

## Classements UCI ProTour

### Individuel
| Rang | Coureur             | Points |
| ---- | ------------------- | ------ |
| 1    | Danilo Di Luca      | 229    |
| 71   | Magnus Bäckstedt    | 32     |
| 81   | Franco Pellizotti   | 26     |
| 94   | Stefano Garzelli    | 21     |
| 114  | Dario Cioni         | 13     |
| 155  | Enrico Gasparotto   | 2      |
| 164  | Vladimir Miholjević | 1      |
| 164  | Marco Zanotti       | 1      |
| 164  | Michael Albasini    | 1      |

### Équipe
L'équipe Liquigas-Bianchi a terminé à la 15e place avec 228 points.